# Agnes Geraghty
Agnes Geraghty (ur. 26 listopada 1907 w Nowym Jorku, zm. 1 marca 1974 w Oceanside) – amerykańska pływaczka. Srebrna medalistka olimpijska z Paryża.
Zawody w 1924 były jej pierwszymi igrzyskami olimpijskimi. Medal zdobyła w stylu klasycznym na dystansie 200 metrów. Cztery lata później nie udało się jej w tej konkurencji awansować do finału.